# Eriastrum luteum
Eriastrum luteum är en blågullsväxtart som först beskrevs av George Bentham, och fick sitt nu gällande namn av Mason. Eriastrum luteum ingår i släktet Eriastrum och familjen blågullsväxter. Inga underarter finns listade i Catalogue of Life.